# Curi’el
Curi’el (hebr. צוריאל) – moszaw położony w Samorządzie Regionu Ma’ale Josef, w Dystrykcie Północnym, w Izraelu.

## Położenie
Moszaw jest położony na wysokości 633 metrów n.p.m. w centralnej części Górnej Galilei. Leży na północno-zachodnim skraju płaskowyżu Wyżyny Peki’in (ok. 886 m n.p.m.). Na wschód i północ od osady przebiega głębokie wadi strumienia Keziw, za którym po stronie wschodniej wznosi się góra Har Zevul (814 m n.p.m.). Natomiast na południu i zachodzie jest wadi strumienia Peki’in. Okoliczne wzgórza są zalesione. W otoczeniu moszawu Curi’el znajdują się miasto Ma’alot-Tarszicha, miejscowości Churfeisz, Bet Dżan, Peki’in i Fassuta, moszawy Elkosz, Peki’in Chadasza i Chosen, oraz wioska komunalna Abbirim.

### Podział administracyjny
Curi’el jest położony w Samorządzie Regionu Ma’ale Josef, w Poddystrykcie Akka, w Dystrykcie Północnym Izraela.

## Demografia
Stałymi mieszkańcami moszawu są wyłącznie Żydzi. Tutejsza populacja jest mieszana, zarówno świecka jak i religijna:

Źródło danych: Central Bureau of Statistics.

## Historia

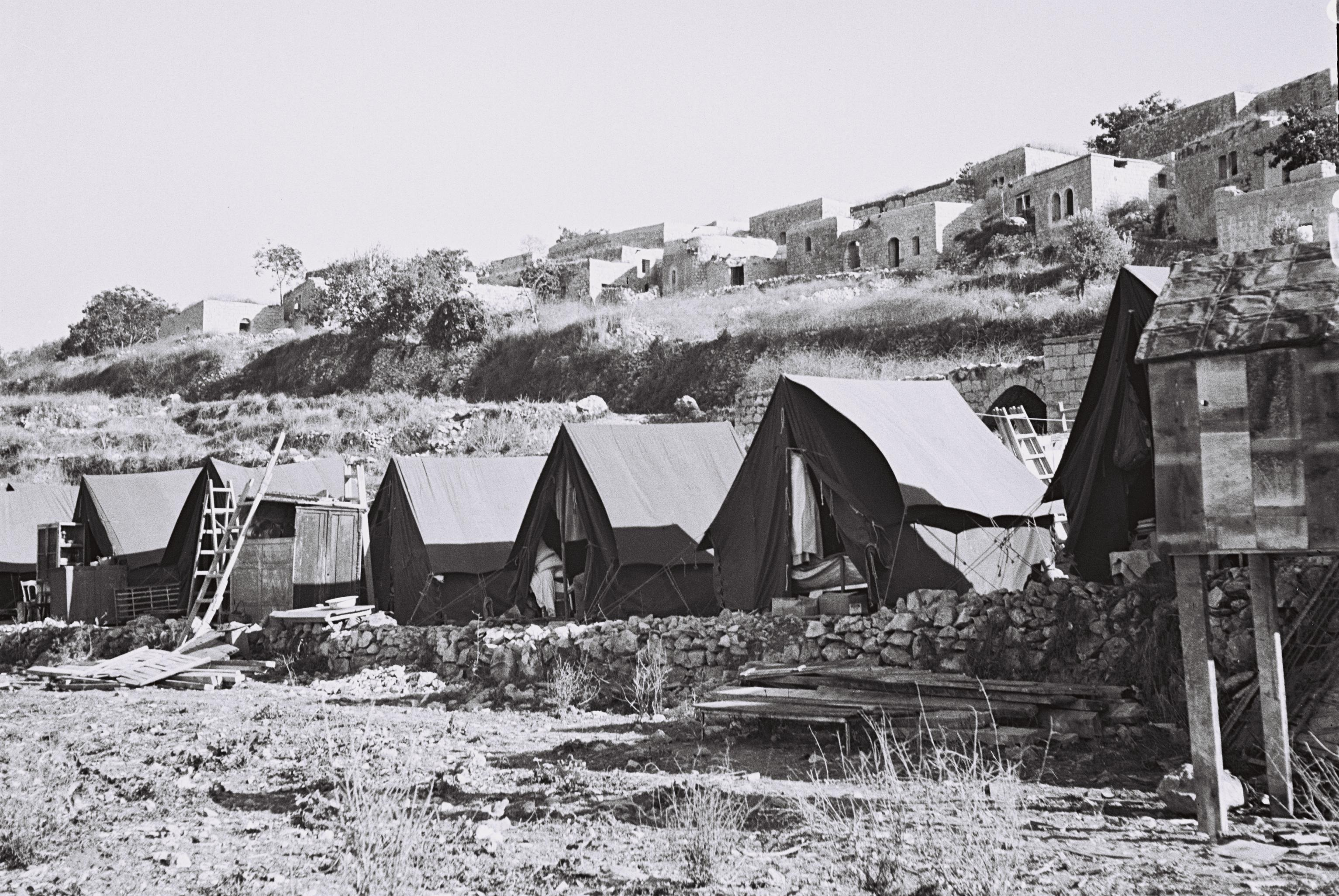
Namioty żydowskich imigrantów na terenie wioski Suhmata, 1 czerwca 1949 r.

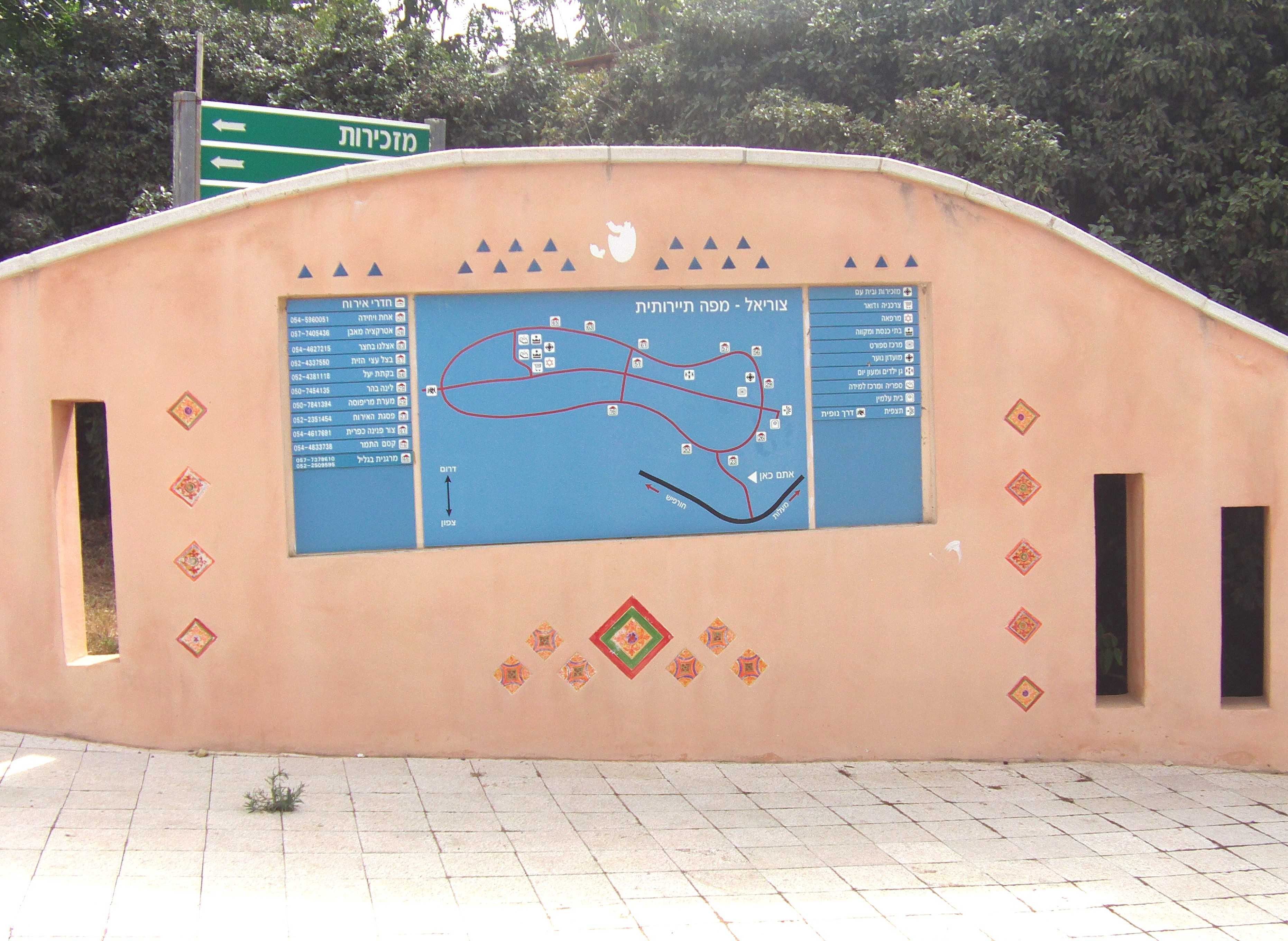
Mapa turystyczna moszawu Curi’el

Pierwotnie w rejonie tym znajdowała się arabska wioska Suhmata. W wyniku I wojny światowej cała Palestyna przeszła pod panowanie Brytyjczyków, którzy utworzyli Brytyjski Mandat Palestyny. Przyjęta 29 listopada 1947 roku Rezolucja Zgromadzenia Ogólnego ONZ nr 181 przyznała obszar wioski Suhmata państwu arabskiemu. Podczas wojny domowej w Mandacie Palestyny w 1948 roku w rejonie wioski stacjonowały siły Arabskiej Armii Wyzwoleńczej, które paraliżowały żydowską komunikację w całej Galilei. Podczas I wojny izraelsko-arabskiej w październiku 1948 roku Izraelczycy przeprowadzili operację „Hiram”, w trakcie której w dniu 30 października zajęli wioskę Suhmata. Jej mieszkańcy zostali wysiedleni, a następnie wyburzono domy. Początkowo na terenie opuszczonej arabskiej wioski powstał obóz dla żydowskich imigrantów - ma’abarot. Współczesny moszaw został założony w 1950 roku przez imigrantów z Jemenu. Byli oni prowadzeni przez rabina Szaloma Halewi Nahara. Z powodu trudności ze znalezieniem miejsc pracy, osada została tymczasowo opuszczona w 1952 roku. Rok później osiedlili się w niej imigranci z Maroka.

### Nazwa
Nazwa moszawu nawiązuje do biblijne postaci Suriela, wywodzącego się Merarytów, jednego z rodów lewickich.

## Edukacja
Moszaw utrzymuje przedszkole. Starsze dzieci są dowożone do szkoły podstawowej w moszawie Becet lub szkoły średniej przy kibucu Kabri.

## Kultura i sport
W moszawie znajduje się ośrodek kultury z biblioteką. Z obiektów sportowych jest boisko do koszykówki i piłki nożnej.

## Turystyka
W pobliżu jest położony rezerwat przyrody strumienia Keziw.

## Infrastruktura
W moszawie jest sklep wielobranżowy, synagoga oraz warsztat mechaniczny.

## Gospodarka
Gospodarka moszawu opiera się na drobnym rolnictwie - głównie uprawa oliwek. Większość mieszkańców dojeżdża do pracy w pobliskich strefach przemysłowych.

## Transport
Z moszawu wyjeżdża się na północ na drogę nr 89, którą jadąc na zachód dojeżdża się do skrzyżowania z drogą nr 864 (prowadzi na południe do moszawu Hosen) przy jeziorze Monfort i dalej do miasta Ma’alot-Tarszicha, lub jadąc na północne wschód dojeżdża się do skrzyżowania z drogą nr 8944 (prowadzi na północ do moszawu Elkosz) i dalej do miejscowości Churfeisz.